# Вузол Бахмана

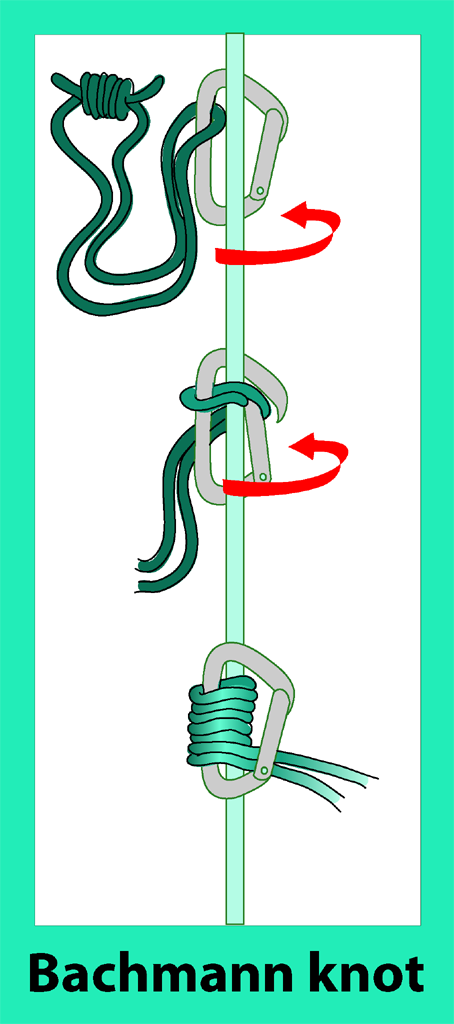
Послідовність зав'язування вузла Бахмана

Вузол Бахмана — схоплюючий вузол, зазвичай застосовується для силових операцій з мотузкою (наприклад, натяг поліспаста). Для самостраховки застосовується відносно рідко.

## Основні характеристики
Карабін своєю довгою стороною прикладається до основної мотузці. Репшнур простьобується в карабін, складається удвічі і 2-4 рази обмотується навколо основної мотузки і довгої сторони карабіна, при кожному витку простьобуючись через карабін. Під навантаженням репшнур притискає карабін до мотузки і виключає його переміщення. Надійність схоплювання вузла залежить від кількості витків на мотузці. Зазвичай застосовують 4 обороти.
Для переміщення вузла уздовж мотузки, слід зняти навантаження з вузла і рухати карабін.
Цей вузол набагато зручніший від прусика при підйомі по мотузці без жумара, кроля або інших пристроїв (в аварійних ситуаціях або «по бідності»). Головна зручність в тому, що на відміну від прусика, у цього вузла з'являється рукоятка (карабін), за яку набагато простіше пересувати по мотузці цей вузол, ніж прусик. Крім того, в карабін можна додатково щось заклацнути.
УВАГА! Якщо вузол використовується як основний (тобто навантажений вагою людини або є єдиною страховкою людини, що стоїть ненадійно), то карабін повинен бути замуфтований.
Часто плутають вузол Бахмана і карабінний вузол (прусик з карабіном). Іноді вузол Бахмана називають вузлом Брахмана, що не є правильно. Іноді його називають «жумар для бідних».
У зв'язку з усе більшою доступністю підйомних, спускових і страхувальних пристосувань (такого «заліза» як грі-грі та жумари), вузол Бахмана відходить на другий план. Однак уміння поводитися з цим вузлом може дуже стати в пригоді в екстремальній ситуації.

## Варіанти

### Вузол Бахмана з карабіном стоп-вкладка
Карабін-вкладка, який фіксується між витками вузла, значно підвищує зчеплення вузла на мотузці. Карабін-вкладка встановлюється так, щоб у вершині карабіна Бахмана знаходилося не менше двох обертів схоплюючої петлі.

### Вузол Бахмана неповний
Перші 2-3 обороти петля охоплює тільки перильну мотузку, а наступні 2 обороти охоплюють і мотузку, і карабін.

### Вузол «Псевдобахман»
Репшнур після пристьобування в карабін петлями охоплює тільки перильну мотузку. Потім петля знову проводиться через карабін. Вузол можна зав'язувати, не відстібаючи його від учасника. Псевдобахман добре тримає тільки на натягнутій мотузці чи на мотузці з підвішеним вантажем. Вузол добре тримає також і на металевому тросі перетином понад 6 мм. На мотузці, що вільно висить, вузол не тримає і зривається.

## Переваги
- Вузол простий, надійний;
- Не затягується при великих навантаженнях і легко розв'язується;
- В'яжеться і на одинарній, і на подвійній мотузці.

## Недоліки
Вузол може спрацьовувати з запізненням і прослизнути при зриві.